# Gauguerovka
Gauguerovka - Гаугеровка (rus) és un poble de l'óblast de Penza. Rússia. El 2010 tenia 33 habitants.